# Curtice
Curtice ist ein Census-designated place (CDP) in Ottawa und Lucas County (Ohio) im US-Bundesstaat Ohio. Die Volkszählung von 2020 erfasste 1.552 Einwohner. Der CDP wurde im Jahr 2010 vom Census definiert.

## Lage
Der Ort liegt im Großraum Toledo bei den Koordinaten 41° 36' 57.58" Nord 83° 22' 27.54" West auf einer Höhe von 180 Metern über dem Meeresspiegel südöstlich vom angrenzenden Oregon. Die 9,5 km² große Fläche des Gebietes hat laut Census keinen Anteil an Wasserfläche. Die Ohio State Route OH-2 führt im Norden, die OH-579 im Süden des Gebietes vorbei. 